# A Step Too Far
A Step Too Far è un brano composto ed interpretato da Elton John; il testo è opera di Tim Rice.

## Il brano
Si tratta un pezzo di chiaro stampo pop (il titolo del testo di Tim Rice significa Un Passo Troppo In Là).
Proviene dall'album del 1999 Elton John and Tim Rice's Aida ed è stata composta per il musical intitolato, per l'appunto, Aida. Elton canta insieme a due attrici dello spettacolo: Heather Headley (Aida) e Sherie Scott (Amneris). Quest'ultima appare soltanto in questa traccia in tutto il disco. Nel musical (e nel CD Elton John and Tim Rice's Aida: the Original Broadway Cast Recording), il brano è cantato da Heather Headley, Sherie Scott e Adam Pascal (nel ruolo di Radames) e ricalca un momento di grande confusione instauratosi tra i tre personaggi.
A Step Too Far è stata pubblicata come singolo promo nel 1999.

## I singoli
Singolo in CD (UK, promo)
1. "A Step Too Far" - 4:01

Singolo in CD (USA, promo)
1. "A Step Too Far" - 4:01